# 3074 Popov
3074 Popov (1979 YE9) là một tiểu hành tinh vành đai chính được phát hiện ngày 24 tháng 12 năm 1979 bởi Lyudmila Zhuravlyova ở Nauchnyj. Nó được đặt theo tên Nga physicist Alexander Stepanovich Popov.